# Julius Arigi
Julius Arigi (3 octobre 1895 - 1er août 1981) était un as austro-hongrois de la Première Guerre mondiale.

## Première Guerre mondiale
Engagé volontaire en 1913 dans le 1er régiment d'artillerie de forteresse de l'Armée de terre austro-hongroise, il est transféré en mars 1914 dans l'Aviation des troupes impériales et royales austro-hongroises. Il servit d'abord sur le front serbe et en Albanie. Il s'illustra aussi au-dessus de l'Adriatique. Il fut fait prisonnier, mais s'évada en volant une des automobiles du prince Nicolas. Le 22 août 1916, croisant une patrouille de six Farman italiens au-dessus de l'estuaire de Shkumbin, aux commandes de son Hansa-Brandenburg C.I il devint un as en une seule sortie, en abattant cinq de ses adversaires. De fin 1916 à mai 1917, il combattit sur le front italien et améliora l'empennage de son avion, qui devint le standard du Hansa-Brandenburg D.1. Il reçut une récompense de 500 couronnes pour cela.

## Entre-deux-guerres
Il fit partie des pionniers de l'aviation tchécoslovaque et fut cofondateur d'Ikarus. Ardent nazi il servit les intérêts du Troisième Reich, et en 1938 il s'engagea comme instructeur dans la Luftwaffe. Il fut l'instructeur de plusieurs futurs as, comme Walter Nowotny ou Hans-Joachim Marseille.